# 9870 Maehata
9870 Maehata eller 1992 DA är en asteroid i huvudbältet som upptäcktes den 24 februari 1992 av den japanska astronomen Tsutomu Seki vid Geisei-observatoriet. Den är uppkallad efter den japanska simmaren Hideko Maehata.
Asteroiden har en diameter på ungefär 4 kilometer.